# پترسون-یوتی‌آی
پترسون-یوتی‌آی (انگلیسی: Patterson-UTI) شرکت حفاری آمریکایی است، که در سال ۱۹۷۸ تأسیس شد.